# Welsh International 1988
Die Welsh Open 1988 fanden vom 1. bis zum 3. Dezember 1988 in Cardiff statt. Es war die 38. Auflage dieser internationalen Meisterschaften von Wales im Badminton.

## Titelträger
| Disziplin    | Sieger                      |
| ------------ | --------------------------- |
| Herreneinzel | Darren Hall                 |
| Dameneinzel  | Bang Soo-hyun               |
| Herrendoppel | Nick Ponting Dave Wright    |
| Damendoppel  | Karen Beckman Sara Sankey   |
| Mixed        | Mike Brown Jillian Wallwork |

## Finalergebnisse
| Disziplin    | Sieger                      | Finalist                                | Ergebnis            |
| ------------ | --------------------------- | --------------------------------------- | ------------------- |
| Herreneinzel | Darren Hall                 | Chris Rees                              | 15–5, 5–1 (Aufgabe) |
| Dameneinzel  | Bang Soo-hyun               | Julie Munday                            | 5–11, 11–0, 11–8    |
| Herrendoppel | Nick Ponting Dave Wright    | Mike Adams Chris Rees                   | 15–3, 10–15, 15–8   |
| Damendoppel  | Karen Beckman Sara Sankey   | Lisbet Stuer-Lauridsen Charlotte Madsen | 15–7, 15–7          |
| Mixed        | Mike Brown Jillian Wallwork | Nick Ponting Anne Mette Bille           | 15–12, 15–6         |